# Phaedinus schaufussi
Phaedinus schaufussi är en skalbaggsart som beskrevs av Nonfried 1890. Phaedinus schaufussi ingår i släktet Phaedinus och familjen långhorningar. Inga underarter finns listade i Catalogue of Life.